# Metro de Fráncfort del Meno
El Frankfurter U-Bahn o Tren Subterráneo de Fráncfort es un sistema de «metro ligero» que se encuentra en Fráncfort del Meno (Alemania). Su nombre deriva del término alemán para el subterráneo, U-Bahn. Es operado por la compañía Verkehrsgesellschaft Frankfurt (Compañía de Transporte de Fráncfort) y es parte del Rhein-Main-Verkehrsverbund (asociación Rin-Meno del transporte).

## Red
Posee siete líneas y 58,7 kilómetros de longitud. 

## Sistema e historia

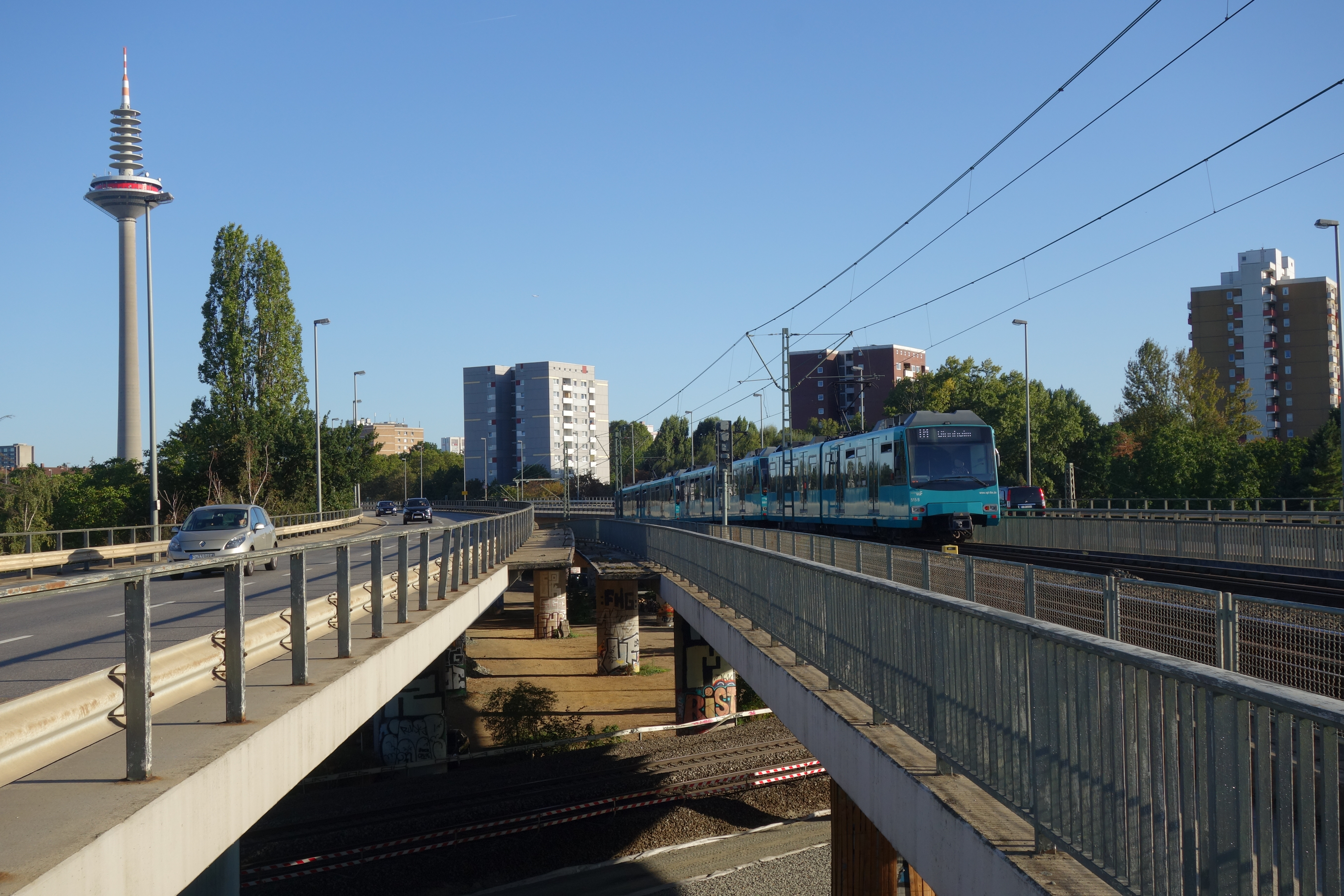
Ruta elevada para autopista y metro cerca estación de Niddapark, frente a Ginnheim; Torre Europaturm a la izquierda.

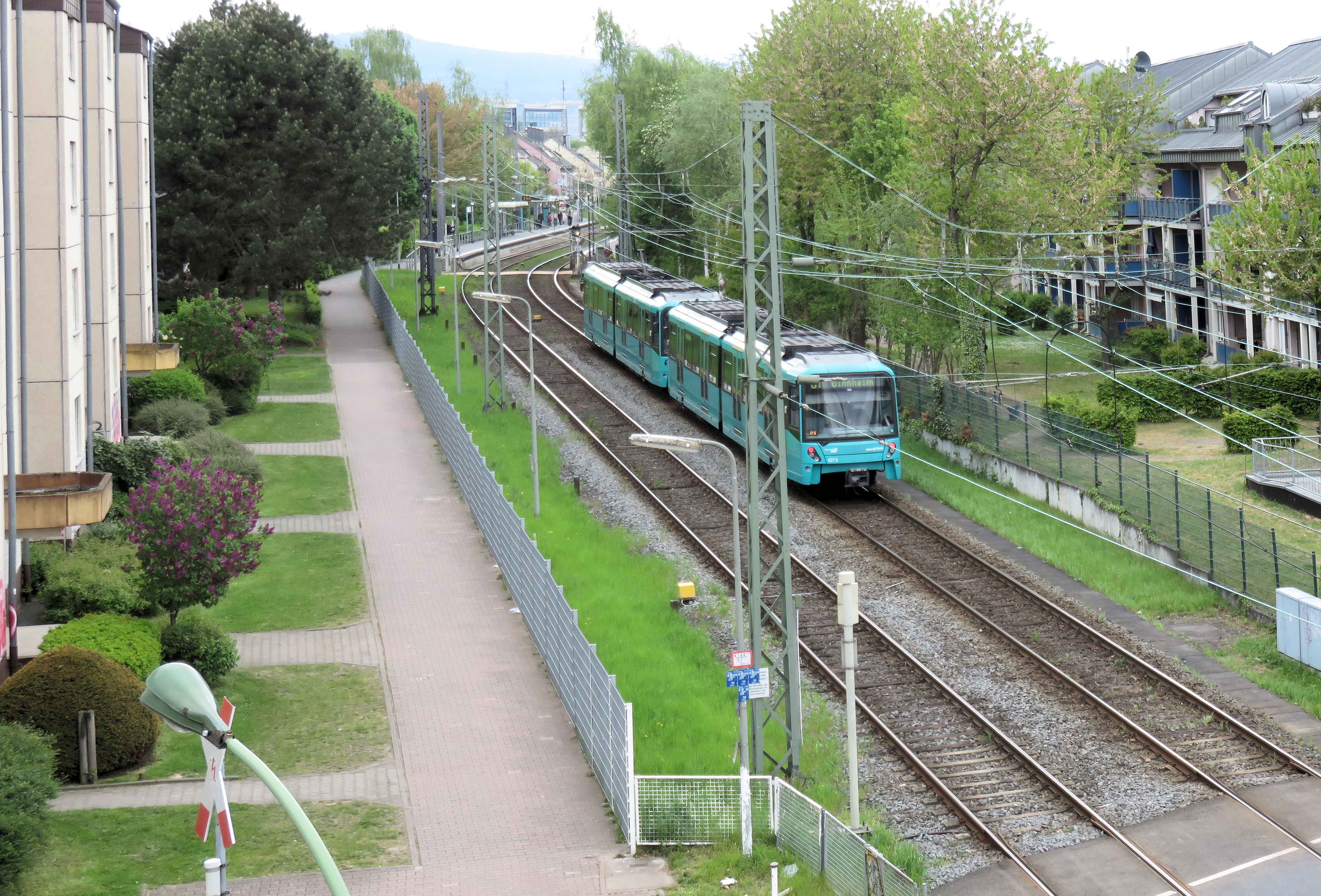
Unidades Siemens–Düwag U2 en Zeilweg.

Fráncfort (672.000 habitantes) se conoce como la capital financiera de Alemania y sede del Banco Central Europeo. Es el centro de un área metropolitana más grande que incluye ciudades como Offenbach del Meno, Hanau, Wiesbaden (capital de Hesse) y Maguncia (capital de Renania-Palatinado). También tiene uno de los aeropuertos con más tránsito de Europa. La parte más grande del Hesse meridional se integra en el Rhein-Principal-Verkehrsverbund.
El metro de Fráncfort no es un metro verdadero, sino un Stadtbahn alemán típico (como el de Stuttgart, de Dortmund o de Hannover), es decir, algunas secciones en el centro de ciudad fueron construidas a los estándares completos del metro, mientras que otras a lo largo de secciones exteriores tienen travesías llanas, en el caso de la línea U5 incluso un cierto tramo en la calle. La actual red tiene una longitud total de 58,4 kilómetros y abarca tres rutas del tronco. Además del Stadtbahn y del S-Bahn, Fráncfort se jacta de una red extensa de tranvías con una longitud total de casi 60 kilómetros.

## Ruta A Líneas U1/U2/U3/U8
Tiene una extensión de 34 kilómetros. La ruta subterránea más antigua (abierta en 1968 entre Nordwestzentrum y Hauptwache) liga el centro de ciudad a los suburbios norteños. Las líneas U2 (Bad Homburg) y U3 (Oberursel) continúan sobre pistas interurbanas anteriores a los municipios circundantes. La sección meridional de la línea entre los trenes de Südbahnhof (estación de ferrocarril del sur) y de Miquel-/Adickesallee funciona el subterráneo, pero de Dornbusch las tres líneas funcionan en el grado con varias travesías llanas. En la línea U1, hay otra sección subterránea alrededor de estación de Nordwestzentrum. La línea fue extendida a la orilla meridional del río principal en 1984. El ramal de Niederursel a Riedberg (línea U8) fue inaugurado el 12 de diciembre de 2010.
| Línea | Recorrido | Recorrido | Recorrido |
| ----- | --- | --- | --- |
|       | Südbahnhof · Schweizer Platz · Willy-Brandt-Platz · Hauptwache · Eschenheimer Tor · Grüneburgweg · Holzhausenstraße · Miquel-/Adickesallee · Dornbusch · Fritz-Tarnow-Straße · Hügelstraße · Lindenbaum · Weißer Stein · Heddernheim ↔ | ↔ Zeilweg · Heddernheimer Landstraße · Nordwestzentrum · Römerstadt · Niddapark · Ginnheim                                   | ↔ Zeilweg · Heddernheimer Landstraße · Nordwestzentrum · Römerstadt · Niddapark · Ginnheim                                                                                                  |
|       | Südbahnhof · Schweizer Platz · Willy-Brandt-Platz · Hauptwache · Eschenheimer Tor · Grüneburgweg · Holzhausenstraße · Miquel-/Adickesallee · Dornbusch · Fritz-Tarnow-Straße · Hügelstraße · Lindenbaum · Weißer Stein · Heddernheim ↔ | ↔ Sandelmühle · Riedwiese/Mertonviertel · Kalbach · Bonames Mitte · Nieder-Eschbach · Ober-Eschbach · Bad Homburg-Gonzenheim | |
|       | Südbahnhof · Schweizer Platz · Willy-Brandt-Platz · Hauptwache · Eschenheimer Tor · Grüneburgweg · Holzhausenstraße · Miquel-/Adickesallee · Dornbusch · Fritz-Tarnow-Straße · Hügelstraße · Lindenbaum · Weißer Stein · Heddernheim ↔ | Zeilweg · Wiesenau · Niederursel ↔                                                                                           | ↔ Weißkirchen Ost · Bommersheim · Oberursel Bahnhof · Oberursel Stadtmitte · Oberursel Altstadt · Lahnstraße · Glöcknerwiese · Kupferhammer · Rosengärtchen · Waldlust · Oberursel-Hohemark |
|       | Südbahnhof · Schweizer Platz · Willy-Brandt-Platz · Hauptwache · Eschenheimer Tor · Grüneburgweg · Holzhausenstraße · Miquel-/Adickesallee · Dornbusch · Fritz-Tarnow-Straße · Hügelstraße · Lindenbaum · Weißer Stein · Heddernheim ↔ | Zeilweg · Wiesenau · Niederursel ↔                                                                                           | ↔ Uni Campus Riedberg · Riedberg |

## Ruta B Líneas U4/U5
Tiene una extensión de 12,2 kilómetros. La segunda ruta del tronco fue construida con un túnel del tranvía entre Konstablerwache y Hauptbahnhof (Estación Central de Fráncfort del Meno) y abierta en 1974. En 1980 la línea alcanzó Seckbacher Landstraße y comenzó a funcionar como U-Bahn real, es decir, separada completamente en subterráneo y a nivel de superficie. La construcción para los 1,7 kilómetros de esa prolongación al oeste a Bockenheimer Warte (2 estaciones) fue comenzada en 1989 y después de largos retrasos, finalmente se incorporó al servicio el 10 de febrero de 2001. Esta línea se puede alargar eventualmente para conectar con U1 en Ginnheim. La línea U5 funciona como un tranvía de Konstablerwache (estación del metro) a Preungesheim, y desde enero de 1998 ha estado compartiendo las pistas U4 entre Konstablerwache y Hauptbahnhof - donde ya citcilaba hasta 1980. Entre Musterschule y Preungesheim, las paradas todavía no se han equipado con las plataformas de nivel elevado. Estas obras están previstas para 2011-2012.

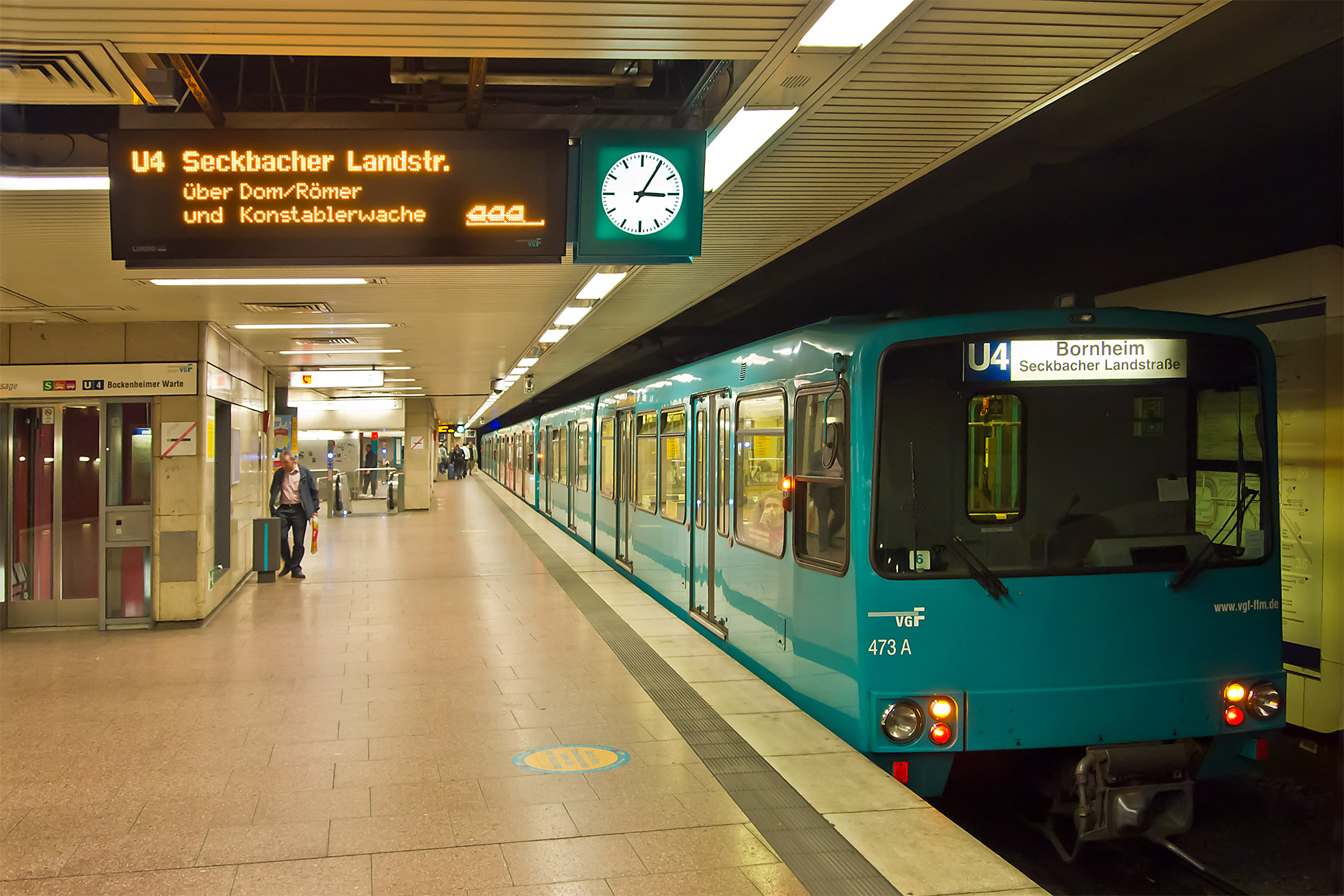
Estación Hauptbahnhof

| Línea | Recorrido                                                       | Recorrido                                           | Recorrido |
| ----- | --------------------------------------------------------------- | --------------------------------------------------- | --- |
|       | Bockenheimer Warte · Festhalle/Messe · Frankfurt Hauptbahnhof ↔ | ↔ Willy-Brandt-Pllatz · Dom/Römer · Konstablerwache | ↔ Merianplatz · Höhenstraße · Bornheim Mitte · Bornheim Seckbacher Landstraße · Schäfflestraße · Gwinnerstraße · Kruppstraße · Hessen-Center · Enkheim                                                  |
|       | Frankfurt Hauptbahnhof ↔                                        | ↔ Willy-Brandt-Pllatz · Dom/Römer · Konstablerwache | ↔ Musterschule · Glauburgstraße · Deutsche Nationalbank · Hauptfriedhof · Marbachweg/Sozialzentrum · Gießener Straße · Theobald-Ziegler-Straße · Ronneburgstraße · Siegmund-Freud-Straße · Preungesheim |

## Ruta C Líneas U6/U7

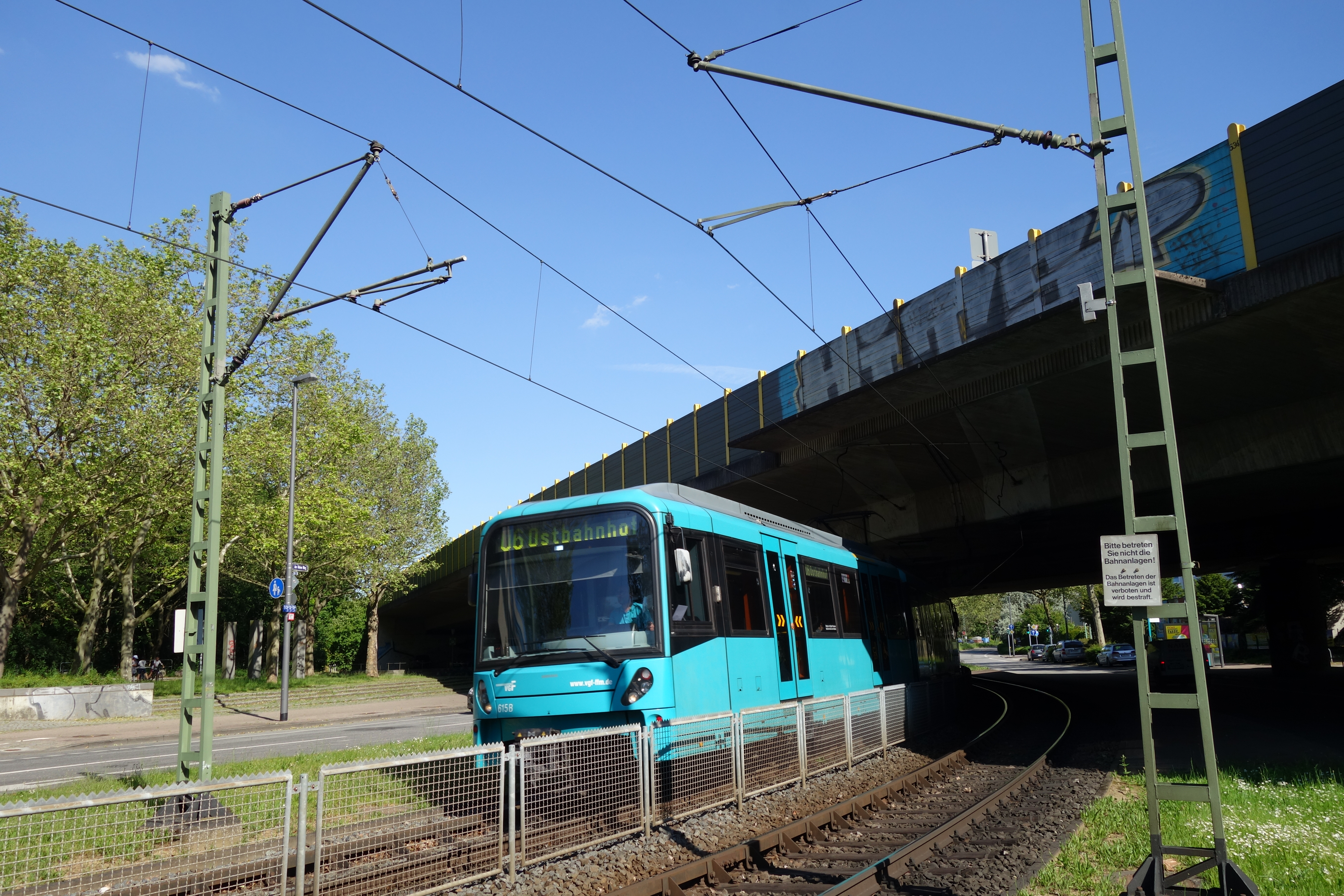
Vagón de la serie U5 como línea U6 bajo la autopista federal 66 cerca de la destino final Hausen

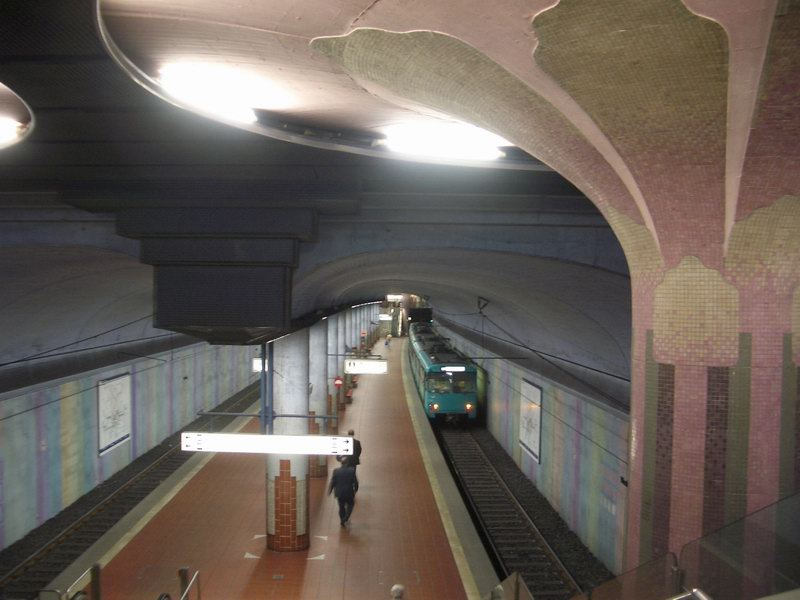
Un tren llega a la estación de Westend.

Tiene una extensión de 15,1 kilómetros. Esta es la ruta más moderna de las líneas de Fráncfort. La sección central funciona en túnel y fue abierta en 1986 en la estación del parque zoológico en el este. Desde 1992, los trenes U7 han continuado a Enkheim. Desde el 30 de mayo de 1999 los trenes de U6 han terminado en Ostbahnhof (ferrocarril del este). El ramal a Enkheim, así como los dos ramales occidentales, son una ruta típica de Stadtbahn separado, pero con las travesías llanas. Todas las paradas excepto Fischstein tienen plataformas de alto nivel.
| Línea | Recorrido                                                                                      | Recorrido | Recorrido |
| ----- | ---------------------------------------------------------------------------------------------- | --- | --- |
|       | Hausen · Große Nelkenstraße ↔                                                                  | ↔ Industriehof · Kirchplatz · Leipziger Straße · Bockenheimer Warte · Westend · Alte Oper · Hauptwache · Konstablerwache · Zoo | ↔ Frankfurt Ost |
|       | Praunheim Heerstraße · Friedhof Westhausen · Stepha-Heise-Straße · Hausener Weg · Fischstein ↔ | ↔ Industriehof · Kirchplatz · Leipziger Straße · Bockenheimer Warte · Westend · Alte Oper · Hauptwache · Konstablerwache · Zoo | ↔ Habsburgerallee · Parlamentsplatz · Eissporthalle/Festplatz · Johanna-Tesch-Platz · Schäfflestraße · Gwinnerstraße · Kruppstraße · Hessen-Center · Enkheim |

## Ruta D Línea U9 (y U4)
Estaba previsto que esta ruta conectara Nieder-Eschbach con Niederrad y Schwanheim. La construcción de los primeros 1,7 kilómetros de esta línea entre Bockenheimer Warte y la Estación Central con las nuevas estaciones Bockenheimer Warte (nivel D) y Festhalle/Messe comenzó en 1989. Después de largos retrasos, se abrió al servicio finalmente el 10 de febrero de 2001 como prolongación de la línea U4 de la ruta B. 
El 12 de diciembre de 2010 se inauguró el ramal principal de 10,3 kilómetros entre Nieder-Eschbach y Ginnheim con 12 estaciones - la línea U9.
La conexión entre Ginnheim y Bockenheimer Warte está en planificación. Una prolongación desde la Estación Central y Niederrad/Schwanheim se ha desechado debido a los costes enormes.
| Línea | Recorrido |
| ----- | --- |
|       | Nieder-Eschbach · Bonames Mitte · Kalbach · Riedberg · Uni Campus Riedberg · Niederursel · Wiesenau · Heddernheimer Landstraße · Nordwestzentrum · Römerstadt · Niddapark · Ginnheim |
|       | Bockenheimer Warte · Festhalle/Messe · Frankfurt Hauptbahnhof (Solamente estas estaciones son actualmente servidas de la línea U4)                                                   |

## S-Bahn
Como en muchas otras ciudades alemanas, el S-Bahn operado por DB (Deutsche Bahn) es un medio de transporte importante también dentro de la ciudad. Por ello se construyó un túnel nuevo de S-Bahn en los años 1980/90 a través del centro de ciudad que compartía el túnel pero no el trazado con U6/U7 entre Hauptwache y Konstablerwache.

## Proyectos
La línea U4 fue planeada para ser extendida de Bockenheimer Warte a Ginnheim y conectar con el actual ramal U1, pero este proyecto fue dejado de lado en 2006. La sección septentzrional de este proyecto para servir el área de Riedberg se está construyendo como un ramal del existente raíl único, separándose de U1/U3 cerca de la estación de Niederursel.

## Operación
Los trenes de U-Bahn funcionan a partir de las 4:00 hasta la 1:30, cada 3-4 minutos a lo largo de las rutas ligadas durante el día, cada 10 minutos después de las 22:00. Esta sistema ramifica en U4, U5, U6 y U7 también se sirven cada 7-8 minutos durante el día, U1 a Ginnheim cada 10 minutos, U2 a Nieder-Eschbach cada 10 minutos y más en el futuro a Gonzenheim cada 20 minutos, y U3 a Oberursel-Hohemark cada 15 minutos con los trenes adicionales a Oberursel Bahnhof durante las horas punta.

## Precios
- Boleto sencillo - 2,75€
- Viaje corto - 1,50€
- Boleto para un día - 5,35€
- Paso semanal - 27,20€
- Tarjeta mensual - 94,50€